# Polyrhachis scabra
Polyrhachis scabra är en myrart som beskrevs av Kohout 1987. Polyrhachis scabra ingår i släktet Polyrhachis och familjen myror. Inga underarter finns listade i Catalogue of Life.